# Georges-Henri Bousquet
Pour les articles homonymes, voir Bousquet.
Georges-Henri Bousquet, né le 21 juin 1900 à Meudon et mort le 23 janvier 1978 à Latresne en Gironde, est un juriste et islamologue français. 
Il fut professeur de droit à la faculté de droit de l'université d'Alger où il fut un spécialiste de la sociologie de l'Afrique du Nord (Les Berbères). Il est connu également pour ses travaux de traduction des grands auteurs musulmans, Al-Ghazâlî, théologien mort en 1111 et de l’historien tunisien Ibn Khaldoun (1332-1406). Il est connu aussi comme polyglotte, maîtrisant plusieurs langues européennes (néerlandais, sa deuxième langue maternelle, anglais, allemand, italien, mais aussi espagnol, danois, norvégien…) et orientales (arabe, malais…).

## Biographie
Après des études de droit, d'économie et de sciences politiques à Paris, Georges-Henri Bousquet est nommé en 1927 comme chargé de cours en économie politique à la faculté de droit d'Alger. Dès cette époque, il apprend l'arabe et commence à s'intéresser aux études musulmanes, tout en préparant l’agrégation d’économie politique qu’il réussit en 1932. Devenu professeur, il va poursuivre durant trois décennies sa carrière universitaire à Alger en réussissant par sa compétence à imposer un double profil d’économiste et d’islamologue. L’intitulé de sa chaire peine à suivre le mouvement : d’abord « Économie et sociologie nord-africaine » (en 1947), elle est rebaptisée un an plus tard « Histoire comparée des coutumes de l’Islam et économie et sociologie algériennes », pour devenir finalement « Droit musulman et sociologie nord-africaine ». Après l’indépendance de l’Algérie, G.-H. Bousquet s’« exile » à Bordeaux pour achever sa carrière universitaire : il y enseigne à la fois la sociologie musulmane et l’histoire de la pensée économique. 
G.-H. Bousquet, fut également un spécialiste des questions économiques. À ce titre, il fut proche de Vilfredo Pareto, le fréquenta et entretint une correspondance avec lui. Il servit la pensée de ce maître en économie et en sociologie ; plusieurs ouvrages de Bousquet sont consacrés à l’œuvre et à la vie de ParetoNotice de libraire à propos du Précis de sociologie d'après Vilfredo Pareto. 
Membre du comité de patronage de Nouvelle École à partir de 1970, il fut aussi président d'honneur du Cercle Pareto.

## Publications
- 1924 : « Les tendances nouvelles de l'école autrichienne », Revue d'économie politique, septembre-octobre
- 1927 : « L'œuvre économique d'Angelo Messedaglia», dans Revue d'histoire économique et sociale, 1927, p. 177-195 (lire en ligne).
- 1929 : « Joseph Schumpeter: l'œuvre scientifique de quelques économistes étrangers », Revue d'économie politique
- 1930 : Introduction à la science économique, Paris, Giard
- 1932 : Les bases du système économique, Paris, Giard
- 1933 : Les trois notions de l'équilibre économique, Econometrica, 1 (2), août
- 1936 : La production et son marché, Paris, Giard
- 1941 : L'islam maghrébin. Introduction à l'étude générale de l'islam (4e édition en 1954, Alger : Maison des livres)
- 1949 : Les grandes pratiques rituelles de l'islam, Paris : PUF
- 1950 : Direction, préface et notes éditoriales, Adam Smith. Textes choisis, Paris : Dalloz-Sirey
- 1950 : L'Islam et la limitation volontaire des naissances, brèves réflexions sur un grand problème social, Population (Institut national d'études démographiques), no 1, janvier-mars, p. 121-128
- 1950 : Précis de Droit musulman, principalement malékite et algérien, Alger, La Maison des Livres, 2 tomes
- 1950 : L'islam maghrébin, Alger : La Maison des livres
- 1953 : La Morale de l'Islam et son éthique sexuelle, Paris : A. Maisonneuve (Constantine, impr. de Attali)
- 1955 : avec J. Crisafulli, dir., nouvelle édition analysée avec bibliographie, introduction et notes du livre de Ferdinando Galiani, De la Monnaie, Paris, Librairie M. Rivière
- 1956 : Le montant total des richesses d'une nation est-il une grandeur constante ? Le paradoxe de Graslin, Revue économique, vol 7, no 4, p. 605-613
- 1957 : Les Berbères : histoire et institutions, Paris : Presses universitaires de France, coll. « Que sais-je ? »
- 1958 : Un centenaire: l'œuvre de H. H. Gossen et sa véritable structure, Revue d'économie politique, Vol 68, p. 499-523
- 1958 : Histoire de l'économie mathématique jusqu'à Cournot, Metroeconomica, 10, p. 121-135
- 1958 : A. C. Pigou, Paris : Dalloz-Sirey
- 1959 : Un précurseur totalement inconnu de l'étude mathématique du revenu national : Joseph Lang, Revue économique, Vol 10, no 2, p. 268-274
- 1960 : Pareto, 1848-1923, le savant et l'homme, Lausanne : Payot et Cie
- 1960 : Clément Colson, Paris : Dalloz-Sirey
- 1960 : Esquisse d'une histoire de la science économique en Italie. des origines à Francesco Ferrara, Paris : M. Rivière
- 1962 : traduction en français du texte de Joseph Schumpeter écrit en 1914, « Epochen der Dogmen und Methoden Geschichte », In: Grundriss der Sozialökonomik, Section I, Tübingen, p. 81 sqq, In : « Esquisse d'une histoire de la science économique, des origines au début du XXe siècle », Paris, Dalloz
- 1963 : Le droit musulman, Paris, Armand Colin
- 1964 : L'autobibliographie inédite de Léon Walras (1906), Revue économique, vol. 15, no 2, p. 295-304
- 1965 : Études sur Pareto et les doctrines économiques, politiques, sociales et sociologiques de son époque offertes à M. Georges-Henri Bousquet... à l'occasion de son 65e anniversaire, Genève, Droz
- 1966 : Deux visions de l'ensemble économique. Francesco Ferrara et E. von Böhm-Bawerk, Revue économique, vol. 17, no 3, p. 337-361
- 1966 : L'éthique sexuelle de l'Islam, Desclée de Brouwer (nouvelle édition en 1990)
- 1966 : Commentaire du livre de Marcel van Meerhaeghe, De economie van Vlaanderen, Revue d'économie politique, vol. 76, no 2 (mars-avril 1966), p. 375
- 1967 : Les Mormons, Paris : Presses universitaires de France, coll. « Que sais-je ? », 2e édition mise à jour
- 1967 : Le hasard. Son rôle dans l'histoire des sociétés, Annales. Économies, Sociétés, Civilisations, vol. 22, no 2, p. 419-428
- 1970 : Commentaire du livre de Jacques Rueff, Les Dieux et les Rois. Regards sur le pouvoir créateur, Revue économique, vol. 21, no 1, p. 166-169
- 1970 : Commentaire du livre de Jacques Rueff, Des sciences physiques aux sciences morales (un essai de 1922, reconsidéré en 1969), Revue économique, vol. 21, no 6, p. 1048-1049
- 1972 : Commentaire sur le recueil de textes de Carl Menger, volume II en allemand, Gesammelte Werke, publié par Friedrich Hayek, Revue économique, vol. 23, no 1, janvier, p. 166
- 1973 : Commentaire du livre d'Erich Schneider, Joseph A. Schumpeter, Leben und Werk eines grossen Sozialökonomen, Revue économique, vol. 24, no 4, p. 714-715